# فيدل
فيدل (بالألمانية: Wedel) هي بلدة ألمانية تقع في شليسفيغ هولشتاين في ألمانيا. يقدر عدد سكانها بـ 32,289 نسمة .

## المدن التوأمة
مدن Caudry، Makete District و فولغاست هي مدن توأمة لفيدل.

## أعلام
- إرنست بارلاخ
- جانينا هاي
- هيلموت والتر
- فيليب ألبرشت